# Johann Blankemeyer
Johann (Jann) Hinrich Blankemeyer (* 27. Juni 1898 in Kirchkimmen bei Hude (Oldenburg); † 26. Dezember 1982 in Machtsum/Harsum) war ein deutscher nationalsozialistischer Politiker.

## Leben
Johann Blankemeyer war Bauer in Kirchkimmen, einem Ortsteil von Hude (Oldenburg). Er war zunächst aktives Mitglied im Deutschvölkischen Schutz- und Trutzbund. Als früher Parteigänger der NSDAP wurde er alsbald zu einem ihrer Reichsredner ernannt und trat im Wahlkampf auf Massenveranstaltungen auf. So hielt er z. B. bereits 1924 in Aurich antisemitische Reden auf nationalsozialistischen Versammlungen und Kundgebungen. Er trat zum 14. Februar 1927 der neu gegründeten NSDAP bei (Mitgliedsnummer 56.432).
Weiterhin war Blankemeyer Gauinspekteur der NSDAP im Gau Hannover-Süd und für die Partei auch Reichstagsabgeordneter in der 6. und 7. Wahlperiode der Weimarer Republik. Auf seinen Reisen durch die Provinz hielt er vor Ortsgruppen der Partei Vorträge über den „3000jährigen Kampf der Juden um die Weltherrschaft“.